# There Is No Game: Wrong Dimension
There Is No Game: Wrong Dimension est un jeu vidéo d'aventure comique sorti en 2020 développé par le développeur français Draw Me A Pixel et sorti pour Windows et MacOS le 6 août 2020 et le 17 décembre 2020 sur Android, iOS et Chrome OS et le 14 avril 2021 sur Nintendo Switch. Il a été inspiré par le précédent jeu gagnant du game jam de 2015 There Is No Game qui a été développé par Pascal Cammisotto sous le pseudonyme KaMiZoTo. Il est parfois considéré comme une suite ou une extension de son prédécesseur. Ce point'n click est un jeu à énigme où le joueur doit penser Out of the box.

## Trame
L'utilisateur entre dans un programme à la recherche d'un jeu tandis que le programme insiste sur le fait qu'il n'y a pas de jeu et empêche l'utilisateur de jouer. « Le programme » et « l'utilisateur » font apparaitre sans faire exprès une entité du nom de « Mr. Glitch », celle-ci ne cause sans cesse des ennuis en corrompant le monde qui l'entoure tombent. L'Utilisateur et le Programme se retrouvent après cela dans plusieurs mondes de jeu différents, comme celui de « Sherlock Holmes » et de « The Legend of the Secret », alors que le joueur tente de retrouver son chemin. Selon The Daily Star, la tâche du joueur est de « découvrir le jeu caché sous le masque d'un "non-jeu" ».

## Système de jeu
Le titre est principalement un jeu de puzzle piloté par la souris, qui rend hommage à divers autres genres, notamment Pac-man, Zelda et le classique point'n click. Il comporte un système d'indices et des indices verbaux ou non verbaux peuvent aider à résoudre les énigmes. Il contient des doublages en anglais et des options de sous-titres dans différentes langues, y compris le français natif de Cammisotto.

## Développement

### Production deThere Is No Game
There Is No Game est un court jeu de dix à quinze minutes du développeur français Pascal Cammisotto (sous le pseudonyme KaMiZoTo) qui a remporté le concours Newsgrounds Construct Jam 2015 sous le thème du concours «deception». Cammisotto voulait concevoir un récit de jeu vidéo dans lequel le joueur était trompé en lui faisant croire qu'il n'y avait pas de jeu. Cammisotto est originaire de Villeurbanne, en France, et a débuté dans l'industrie des jeux vidéo en 1995 ; l'un de ses premiers projets était celui de directeur musical pour le titre de 1996 Time Gate: Knight's Chase par Infogrames. Il a souvent travaillé dans des projets de petite à moyenne taille qui exigeaient de l'ingéniosité dans des contraintes budgétaires et de temps, CoinOp Story est un jeu populaire créé par le développeur. Cammisotto a entièrement développé There Is No Game en utilisant le moteur de jeu HTML5. En 2017, le jeu a été présenté dans le cadre de la National Videogame Arcade à Nottingham. There Is No Game a été ajouté à Steam le 8 avril 2020 gratuitement avec succès,.

### Production deThere Is No Game: Wrong Dimension
Le succès du jeu a conduit Cammisotto à se demander si cette « graine pouvait grandir ». Le projet serait étendu à une aventure complète intitulée There Is No Game: Wrong Dimension avec le même concept de base et une nouvelle intrigue, développée par Cammisotto et son ami Guillaume Vidal qui a fait le code/technologie pendant que Cammisotto se concentrait sur le contenu du jeu. Cammisotto a estimé que la surprise et l'imprévu étaient les thèmes principaux du jeu, notant que « le jeu prend vraiment le joueur en otage... et [ils] ne peuvent pas prédire ce qui va se passer ensuite ».

### Échec de la campagne Kickstarter
La campagne Kickstarter a été mise en place en 2016. Cammisotto a finalement échoué, levant 3 317 € sur 32 000 € auprès de 189 contributeurs, soit un peu plus de 10 % en total. Le jeu a été développé dans Unity3D pour offrir une meilleure portabilité et des performances de jeu. Le plan était que le jeu soit disponible en tant que clé numérique sur Steam pour PC et Mac, avec des extensions sur iOS et Android, des options de sous-titres supplémentaires et des chapitres supplémentaires (y compris le 7e chapitre en soutien pour tous les joueurs). IndieMag a suggéré que la campagne manquait probablement de visibilité pour atteindre les quatre millions de joueurs de l'époque. Le site a noté qu'en dépit de l'échec de la campagne, le projet serait poursuivi « dans la douleur ».

### Sortie deThere Is No Game: Wrong Dimension
Camissotto a continué à travailler sur le projet. Draw Me A PIxel a été fondée en 2017. Le projet n'a pas été affecté par la pandémie de Covid-19, les membres de son équipe travaillant à distance depuis le début. Le jeu est sorti sur Steam pour Windows et MacOs le 6 août, tandis que les versions iOS App Store et Android Google Play sont prévues plus tard dans l'année.

## Accueil

### Accueil critique
À sa sortie sur PC, le jeu a été bien accueilli par les critiques et a souvent été comparé à The Stanley Parable. Jeuxvideo.com a commenté sa philosophie commune de briser le quatrième mur et d'offrir une expérience percutante. Des critiques tels que Rock Paper Shotgun ont également fait une comparaison avec Pony Island en raison du but du joueur de trouver le «jeu derrière le jeu».

### Récompenses
Le jeu a remporté le Pégase du meilleur game design lors de la cérémonie des Pégases 2021.